# إرنست جيلز
ويليم إرنست باول جيلز (20 يوليو 1835 – 13 نوفمبر 1897)، المعروف باسم إيرنست جيلز، كلن مستكشفًا أستراليًا قاد 5 حملات استكشافية لأجزاء من جنوب أستراليا وغربها.

## النشأة
وُلِد إرنست جيلز في بريستول بإنجلترا، وهو الابن الأكبر لوليم جيلز (حوالي 1795 - 28 مايو 1860) الذي كان تاجرًا، وزوجته جين إليزابيث جيل، باول قبل الزواج (1804 - 15 مارس 1879). عاشت أسرتهم في ظروف مريحة لكنها مرت بأوقات عصيبة فهاجروا إلى أستراليا. بحلول عام 1850، كان ويليم جيلز يعيش في شمال أديلايد، وفي ميلبورن بحلول عام 1853. عين ويليام بوقت لاحق في شركة إتش. إم. كاستومز في فيكتوريا، وأسست زوجته مدرسة ناجحة للفتيات في تلك المستعمرة.
تلقى جايلز تعليمه في مدرسة مستشفى المسيح، نيوجيت، لندن. في عام 1850، عندما كان يبلغ من العمر 15 عامًا، هاجر إلى أستراليا وانضم إلى والديه في أديلايد. في عام 1852 ذهب جيلز إلى حقول الذهب الفيكتورية، ثم أصبح موظفًا في مكتب البريد في ملبورن ومن بعده في محكمة المقاطعة. سرعان ما أتعبته حياة المدينة، فانتقل جيلز إلى الارياف واكتسب خبرة قيمة بالعمل في البراري. في عام 1865، استكشف الشمال الغربي من نهر دارلينج في سلسلة جبال يانكانيا بحثًا عن بلد رعوي وأرض قابلة لتُزرع بالقنب الذي كان ذات قيمة حينها في صناعة الحبال.

## استكشافاته
لم يحاول جيلز القيام برحلات استكشافية منظمة حتى عام 1872، عندما غادر تشامبر بيلارز في الإقليم الشمالي مع رجلين آخرين في 22 أغسطس وعبر الكثير من البلدان المجهولة إلى الغرب الشمال الغربي. منعتهم بحيرة أماديوس من الاستدلال على الطريق، وكانت خيولهم منهكة وضعيفة للغاية، فعادوا أدراجهم إلى نهر فينك ثم إلى شارلوت ووترز وأديلايد، حيث وصل جيلز في يناير من العام 1873. اعتُبر ما حققه جيدًا بالنظر إلى حجم ومعدات فريقه.

## رحلته الاستكشافية الثانية
جمع بارون فون مولر، صديق جيلز، الأموال حتى يتمكن من القيام برحلة استكشافية جديدة. حصل على خدمات ويليام تيتكنز مساعدًا أول، وبدأت الرحلة مع رجلين آخرين في 4 أغسطس من العام 1873. انطلقت الرحلة جنوبًا بالنسبة للرحلة الاستكشافية السابقة واتبعت مسارًا غربيًا من نهر ألبيرجا. بعد إمضاء شهر في سلسلة جبال موسغريف، عثر على نهر حسن الجريان سمي فرديناند، وبحلول الثالث من أكتوبر عام 1873، اقتربت المجموعة من خط الطول 128 شرقًا. كانت البلاد جافة للغاية وعلى الرغم من البحث في اتجاهات مختلفة، فقد كان هناك صراع دائم للحصول على كمية كافية من الماء للحفاظ على استمرارية الخيول. في أوائل نوفمبر، بعد أن تجاوز جيلز خط طول 126، عاد ادراجه جزئيًا ووصل يوم 20 ديسمبر من العام 1873 إلى حي جبل سكوت. انعطف بعدها إلى الشمال ثم إلى الغرب ليصل إلى أبعد نقطة له في الغرب يوم 23 أبريل من العام 1874. كان جيلز وأحد الرجال الذين رافقوه ويدعى ألفريد جيبسون يتقدمون عندما مات حصان الأخير، أعطاه جيلز حصانه الخاص بالإضافة غلى تعليمات لمتابعة المسار والحصول على المساعدة. عاد جيلز إلى مستودعهم سيرًا على الأقدام في غضون ثمانية أيام، ووصل خائر القوى تمامًا ليجد أن جيبسون لم يصل بعد إلى المخيم. بحث عنه لعدة أيام دون جدوى. كان مخزونهم على وشك الانتهاء، ولم يكن بالإمكان القيام بأي شيء ى خر، فانطلقت رحلة العودة يوم 21 مايو من العام 1874. أطلق جيلز على صحراء جيبسون اسم رفيقه. 